# Pelagićevo
Pelagićevo (en serbe cyrillique : Пелагићево) est une ville et une municipalité de Bosnie-Herzégovine située dans la république serbe de Bosnie. Selon les premiers résultats du recensement bosnien de 2013, la localité intra muros compte 2 796 habitants et la municipalité 7 332.

## Histoire
À l'origine la ville portait le nom de Gornji Žabar ; en 1969, elle a pris le nom de « Pelagićevo » en l'honneur du socialiste utopique Vaso Pelagić (1838-1899) qui y est né.
La municipalité de Pelagićevo a été créée après la guerre de Bosnie et à la suite des accords de Dayton, sur le territoire de la municipalité de Gradačac ; le reste de la municipalité de Gradačac est intégré dans la fédération de Bosnie-et-Herzégovine.

## Localités

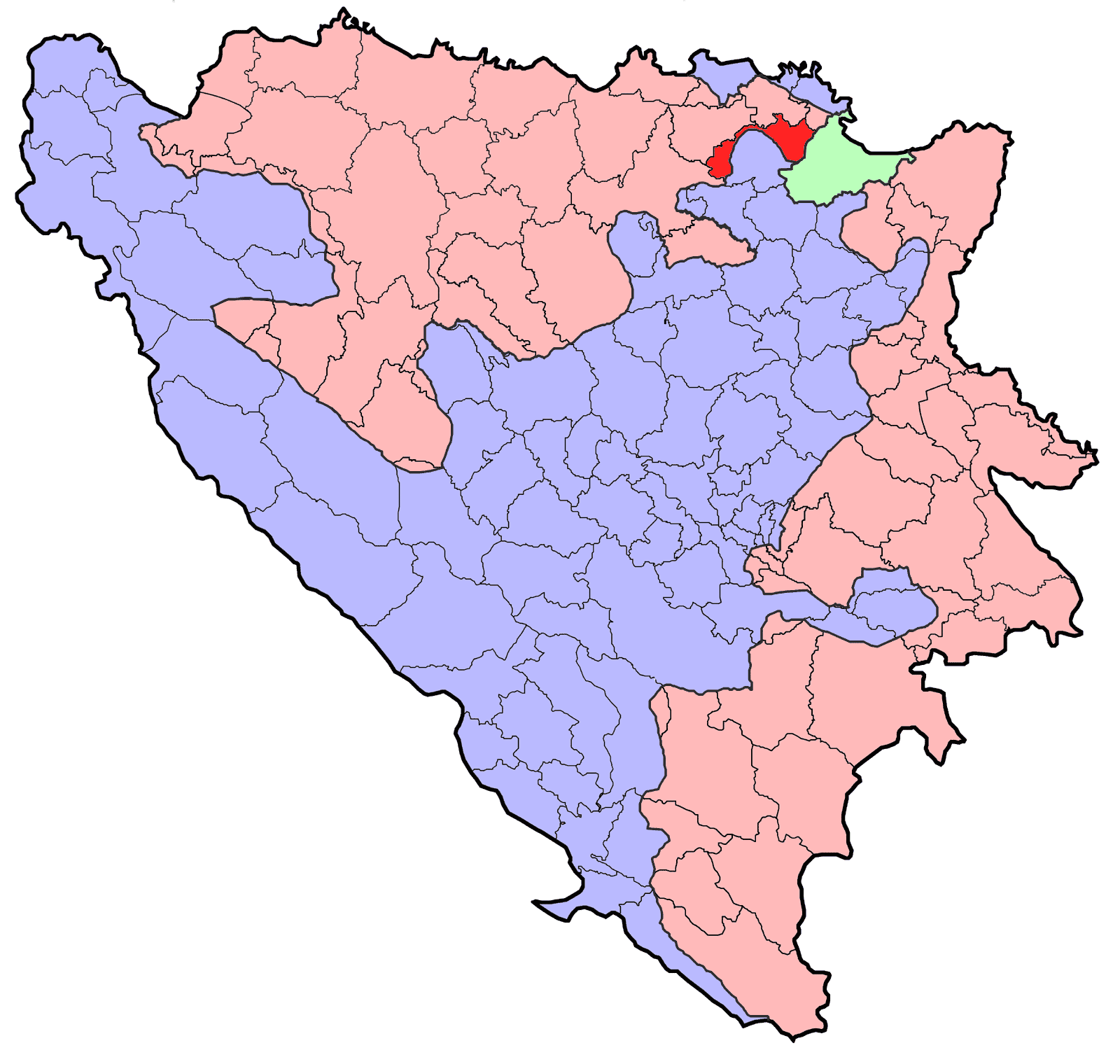
Localisation de la municipalité de Pelagićevo en Bosnie-Herzégovine

La municipalité de Pelagićevo compte 11 localités :
| - Blaževac - Donja Tramošnica - Donje Ledenice - Gornja Tramošnica - Gornje Ledenice - Njivak - Orlovo Polje - Pelagićevo - Porebrice - Samarevac - Turić |

## Démographie

### Villeintra muros

#### Évolution historique de la population dans la villeintra muros
| 1948 | 1953 | 1961  | 1971  | 1981  | 1991  | 2013  |
| ---- | ---- | ----- | ----- | ----- | ----- | ----- |
| -    | -    | 3 244 | 3 398 | 3 214 | 3 069 | 2 796 |

|  |

## Politique
À la suite des élections locales de 2012, les 15 sièges de l'assemblée municipale se répartissaient de la manière suivante :
| Parti                                                        | Sièges |
| ------------------------------------------------------------ | ------ |
| Union démocratique croate de Bosnie et Herzégovine (HDZ BiH) | 3      |
| Alliance des sociaux-démocrates indépendants (SNSD)          | 2      |
| Coalition croate pour Pelagićevo                             | 2      |
| Parti du progrès démocratique (PDP)                          | 2      |
| Parti socialiste (SP)                                        | 2      |
| Alliance démocratique nationale (DNS)                        | 1      |
| Parti démocratique serbe (SDS)                               | 1      |
| Liste indépendante pour Pelagićevo                           | 1      |
| Parti radical serbe (SRS)                                    | 1      |

Simo Stakić, candidat sans étiquette, a été élu maire de la municipalité,.